# Sparganopseustis aurolimbana
Sparganopseustis aurolimbana is een vlinder uit de familie van de bladrollers (Tortricidae). De wetenschappelijke naam van deze soort is voor het eerst voorgesteld als Teras aurolimbana door Philipp Christoph Zeller in een publicatie uit 1866.
De soort komt voor in Colombia.